# Evangelische Kirche Angelroda

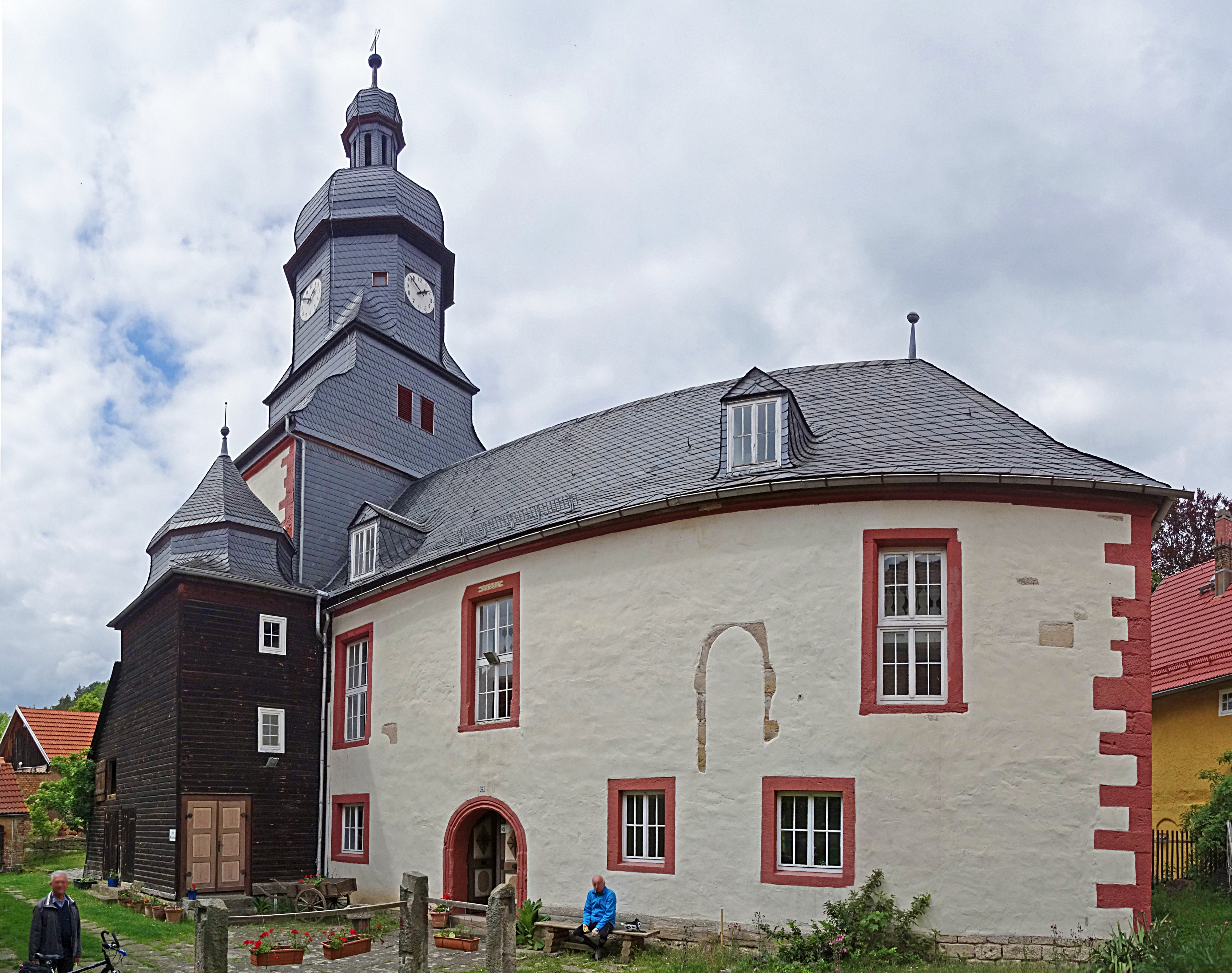
Evangelische Kirche in Angelroda

Die evangelische Kirche im thüringischen Angelroda geht auf einen mittelalterlichen Bau zurück und wurde kurz vor 1700 in ihrer heutigen Form vollendet. Ihre Ausstattung stammt im Wesentlichen aus dem späten 18. Jahrhundert.
Sie gehört zur Kirchengemeinde Geratal im Kirchenkreis Arnstadt-Ilmenau der Evangelischen Kirche in Mitteldeutschland.

## Geschichte

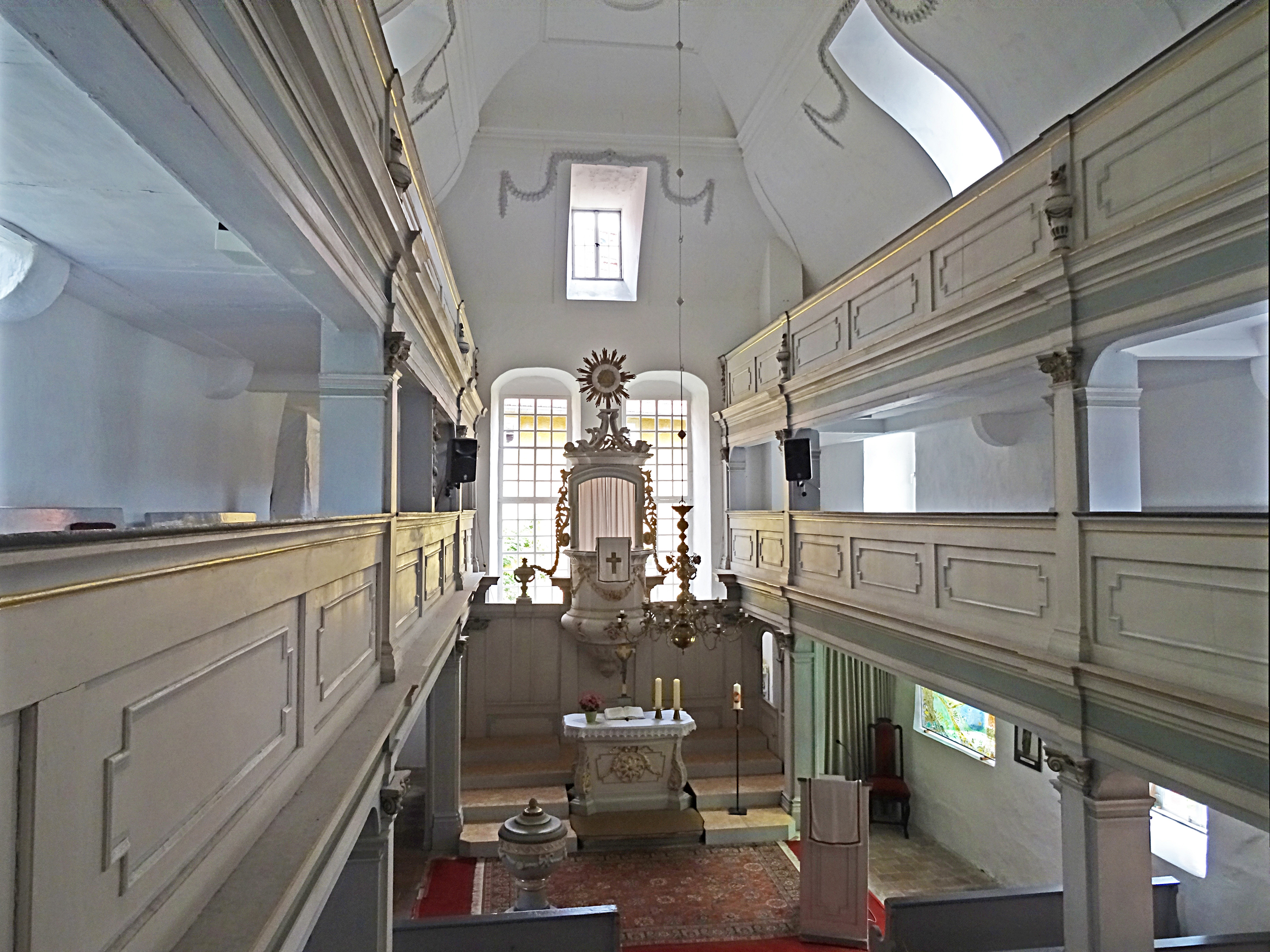
Blick zum Altarbereich

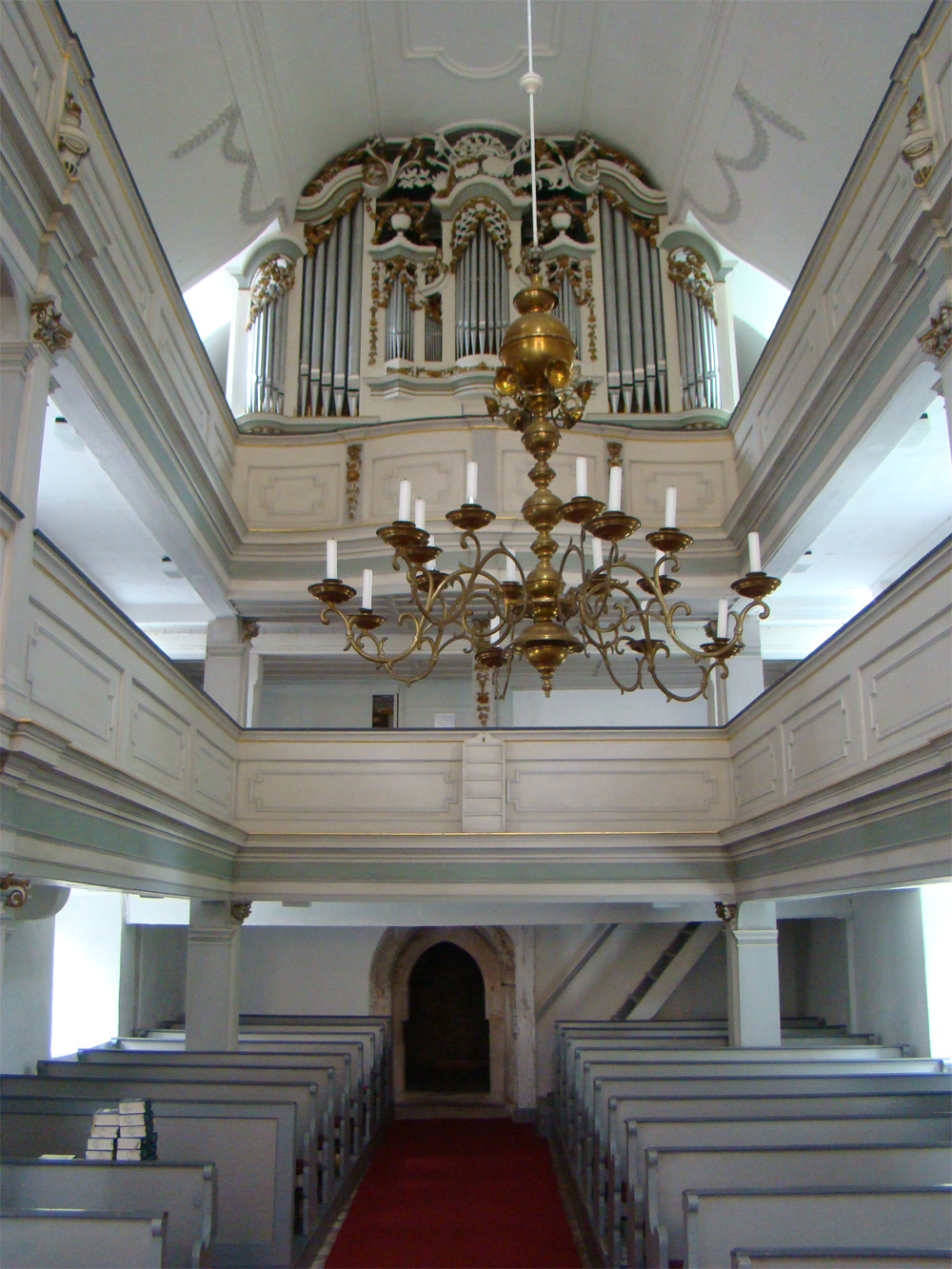
Blick zur Empore mit Orgelprospekt von 1724

Die Kirche in Angelroda ist das älteste Gebäude des Ortes. Bereits vor 1250 stand an der Stelle der Kirche eine romanische Kapelle, von der noch das Mauerwerk des Turmsockels der Kirche herrührt. Diese erste Kapelle war rechteckig und wies eine kleine Apsis nach Osten auf. Um 1500 wurde die Kirche nach Osten hin um das Langhaus erweitert. Dieses wies zunächst wohl abgeschrägte Ecken auf. Aus jener Bauphase stammen noch die gotische Spitzbogentür zur Turmkammer und deren Tonnengewölbe. Auch die Sakramentsnische ist gotischen Ursprungs, erhielt aber erst später ihren heutigen Platz. 1688 erhielt der Turm seine heutige Gestalt, 1696 wurde die Kirche erneut nach Osten erweitert, womit sie ihre heutige äußerliche Gestalt erreicht hatte. Die Innenausstattung stammt im Wesentlichen aus dem späten 18. Jahrhundert und ist von der lutherischen Orthodoxie und der Konzentration auf die Predigt statt auf Bildschmuck geprägt.
Die in Hanglage errichtete Kirche litt lange Zeit unter in die Wände eindringender Feuchtigkeit und damit verbundenem Hausschwamm. Eine zu DDR-Zeiten vorgenommene Schwammsanierung war wenig erfolgreich und konnte den Schwamm nur kurzzeitig eindämmen. 1997 fanden schließlich umfangreiche Sanierungsmaßnahmen statt, bei denen insbesondere das Gelände um die Kirche abgeschachtet und die Kirche mit einem atmungsaktiven Kalkputz versehen wurde. Die schwer von Schwamm geschädigte Haube des Männeraufgangs wurde erneuert. Wegen begrenzter Geldmittel konnte keine komplette Innensanierung durchgeführt werden, so dass man die Sanierung des Innenbereichs auf einen neuen Anstrich der verputzten Mauerteile und auf Ausbesserungen des kunsthandwerklich bedeutsamen Keramikfußbodens beschränkte. Die Sanierungsmaßnahmen fanden 1999 mit umfangreichen Reparaturen der Turmbeschieferung ihren vorläufigen Abschluss.

## Ausstattung
Die Kirche verfügt über einen Kanzelaltar und eine dreiseitig umlaufende hölzerne Empore aus dem späten 18. Jahrhundert. Die Ausstattung weist stilistische Merkmale des Barock und des frühen Klassizismus auf. Der Boden der Kirche ist mit einem historischen Keramikplattenboden bedeckt, der durch den Wechsel von weißem Gipsestrich mit den roten Keramikplatten ein Schachbrettmuster aufweist.
Eine erste Orgel wurde bereits 1681 erwähnt. 1724 wurde die Orgel auf der Empore bei North in Nahwinden gebaut und 1754/57 von Schmalz aus Arnstadt zu einer achtfüßigen Orgel mit zwei Bälgen erweitert. 1886 ersetzte Adam Eifert aus Stadtilm das Orgelinnere durch eine mechanische Orgel mit 16 Registern, zwei Manualen und Pedal (op. 52). 1904 wurde die Orgel geringfügig von Orgelbau Schönefeld modernisiert und 2002 einer Generalreparatur unterzogen.
Glocken wurden erstmals 1632 erwähnt. Drei 1770 und 1788 bei Johann Mayer in Rudolstadt gegossene Glocken bildeten bis zum Ersten Weltkrieg das Dreigeläut der Kirche. 1915 wurden die beiden größeren Glocken zu Kriegszwecken eingeschmolzen, ebenso 1941, nachdem man in den 1930er Jahren Ersatz beschafft hatte. 1951 wurden drei neue Bronzeglocken in der Glockengießerei Schilling in Apolda gegossen, während die verbliebene ältere Gocke verkauft wurde. Das Dreigeläut hat die  Schlagtöne gis, h und cis, die Glocken wiegen 376 kg, 205 kg und 138 kg und haben eine Höhe von 87 cm, 72 cm und 64 cm.
Die ursprünglich sechs geschnitzten mittelalterlichen Heiligenfiguren der Kirche Angelroda kamen 1937 zur Restaurierung ins Thüringer Museum nach Eisenach, wo sie verblieben. 1969 kehrten auf Bestreben des Gemeindekirchenrats zwei der Figuren zurück. Der Heilige mit Keule kann als Apostel Thaddäus identifiziert werden. Die zweite Figur, ein Mann mit Barett, hat einst ein Attribut in Händen gehalten, das jedoch heute fehlt, so dass die Figur nicht mehr identifiziert werden kann.
Bei der Kirche sind verschiedene historische Grabmale aufgestellt, darunter mehrere Grabmale von Angehörigen der Familie von Witzleben sowie das schmuckvolle Grabmal eines Zitronenhändlers mit der reliefplastischen Darstellung des Verstorbenen.

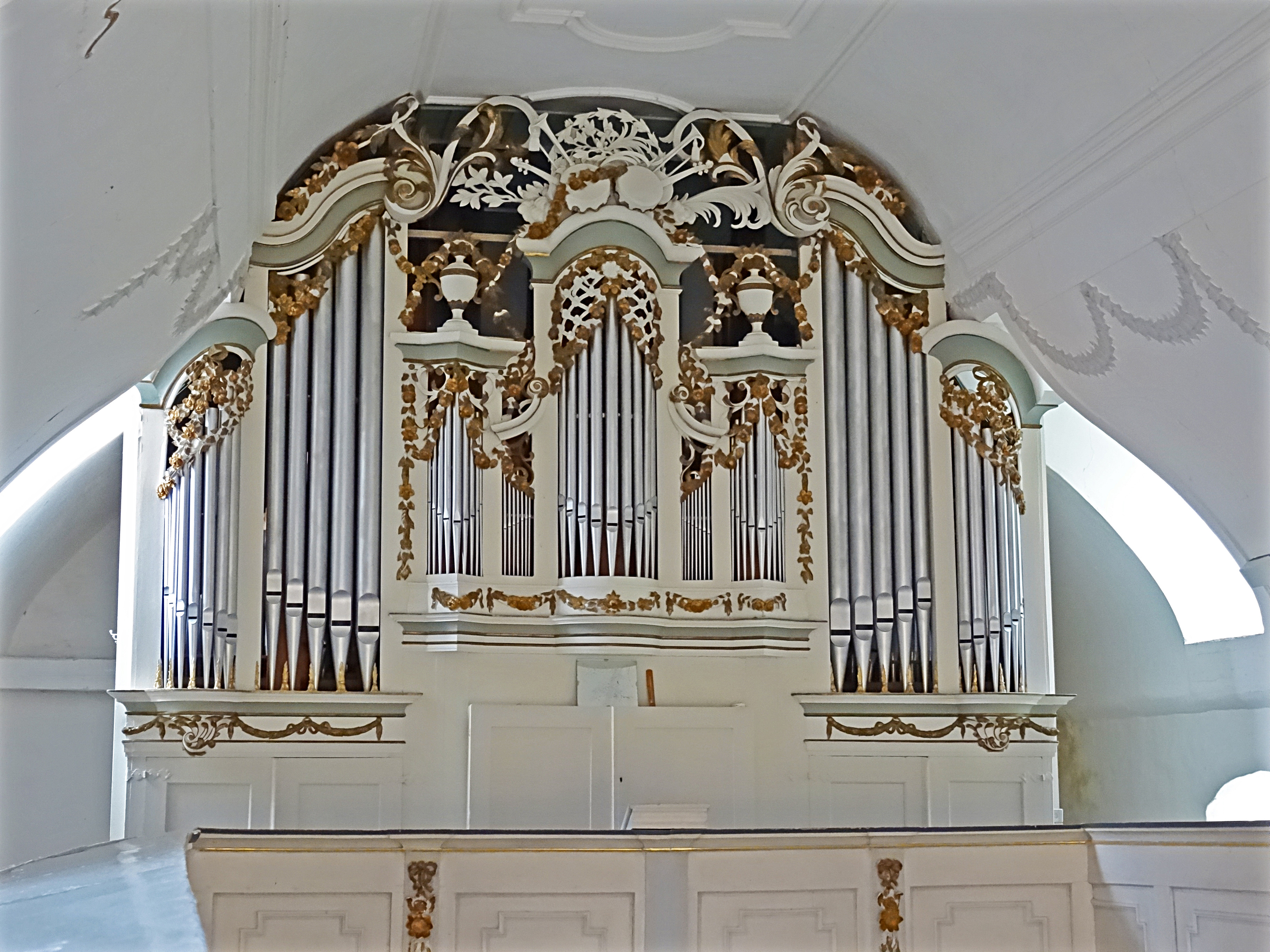
Orgelprospekt von 1724
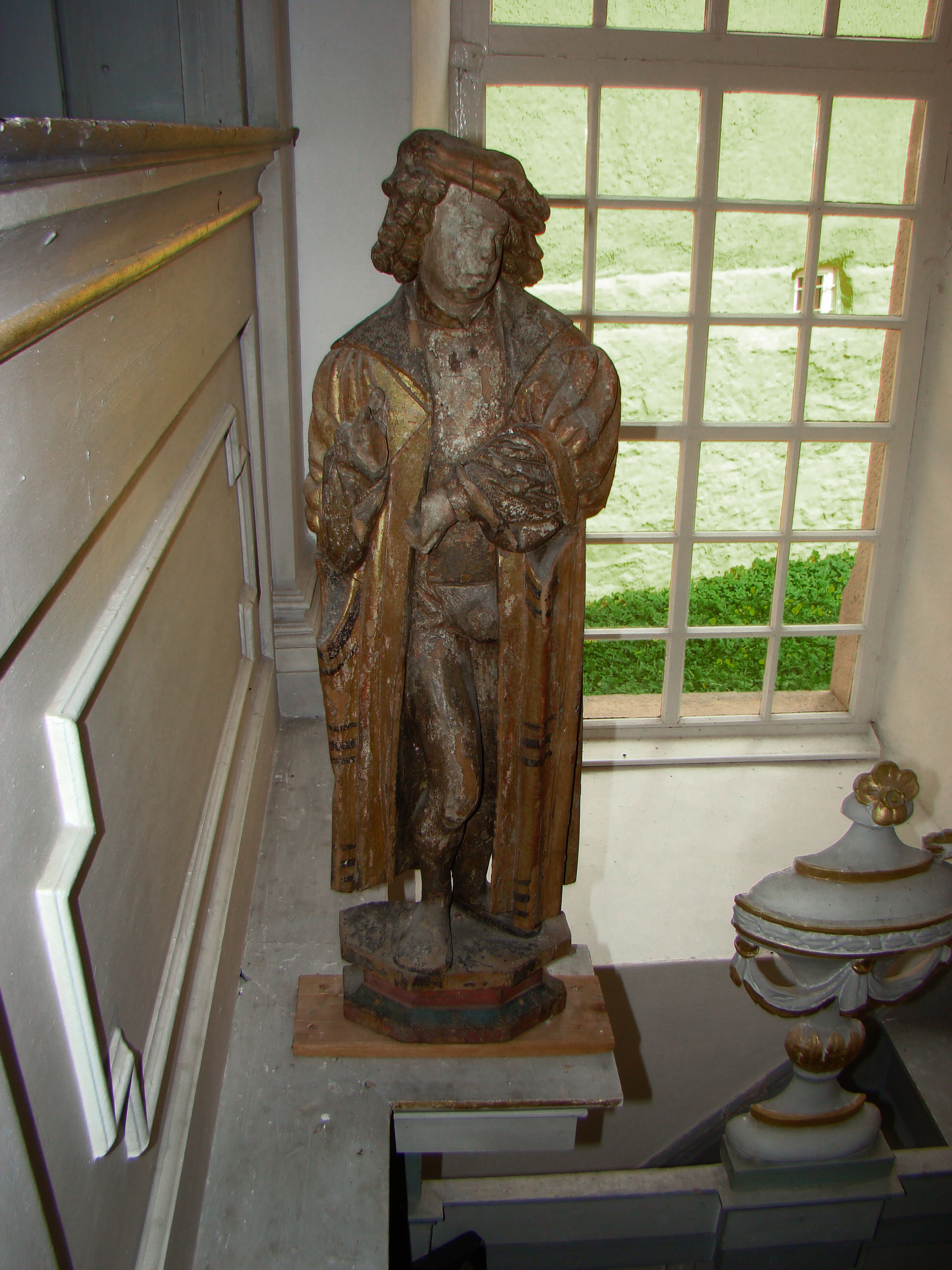
Heiligenfigur
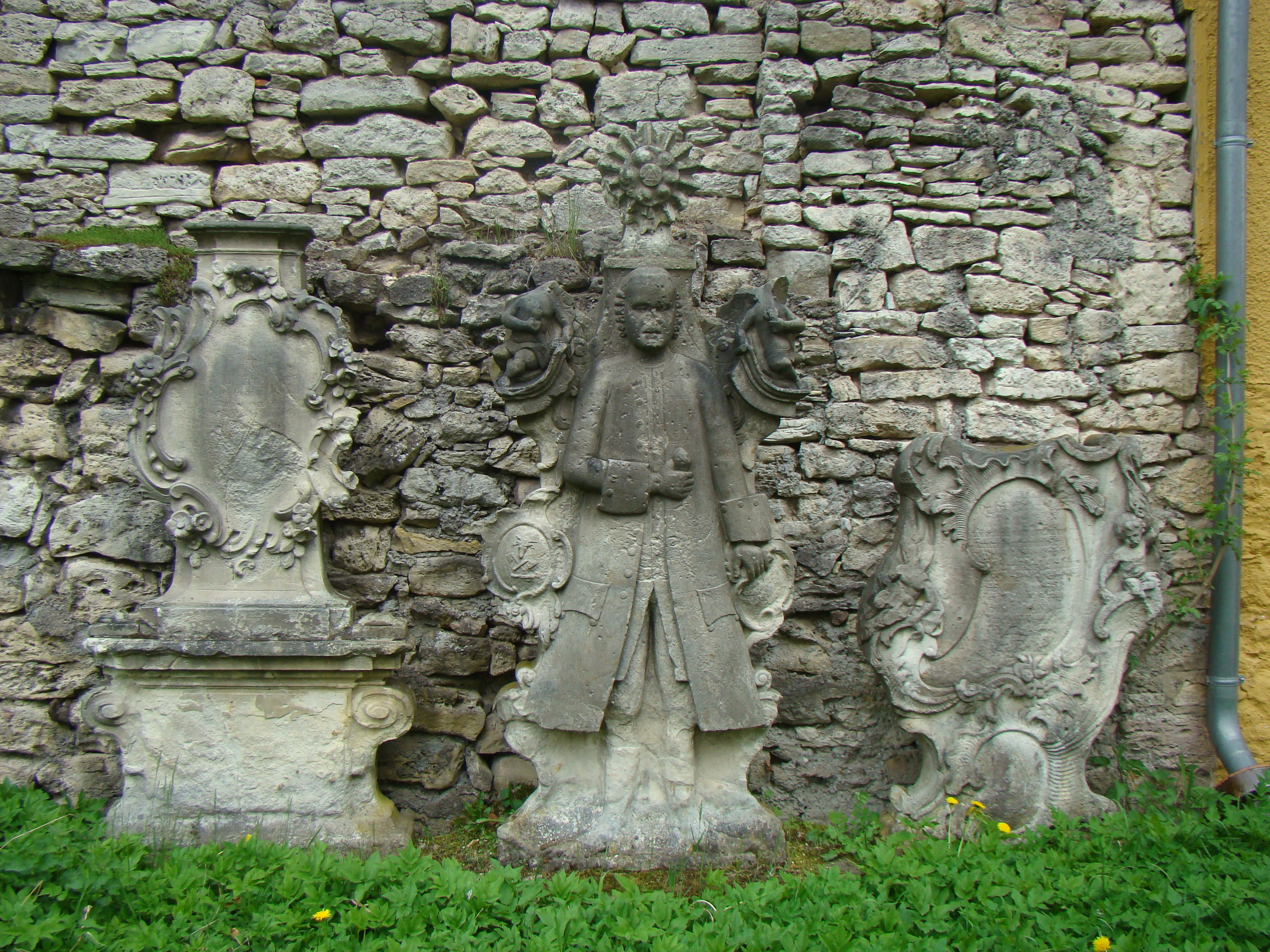
Hist. Grabmale bei der Kirche, darunter das eines Zitronenhändlers